# BamHI
BamHI (auch BamI) ist ein Enzym, das in der Molekularbiologie zur zielgerichteten Spaltung von DNA verwendet wird. Dieses Enzym gehört zur Familie der Typ-II-Restriktionsenzymen und wurde 1975 erstmals aus dem Bakterium Bacillus amyloliquefaciens gewonnen. BamHI besitzt eine molare Masse von etwa 25 kDa. Die Anwesenheit von Magnesiumionen ist für die enzymatische Aktivität essentiell. Nach Dimerisierung schneidet das Enzym doppelsträngige DNA innerhalb der palindromischen Erkennungssequenz unter Bildung eines 5'-Überhangs wie folgt:
| Erkennungssequenz         | Restriktionsschnitt         |
| ------------------------- | --------------------------- |
| 5'-GGATCC-3' 3'-CCTAGG-5' | 5'-G GATCC-3' 3'-CCTAG G-5' |

Diese Ausbildung eines vier Nukleinbasen umfassenden 5'-Überhangs (sticky ends) durch BamHI wird in der Molekularbiologie bei der erleichterten Verkettung (Ligation) von DNA-Fragmenten ausgenutzt. BamHI ist relativ hitzestabil und zeigt unter bestimmten Bedingungen eine verminderte Selektivität für die Erkennungssequenz (Star-Aktivität).